# Nepal Peak (Antarktika)
Der Nepal Peak ist ein 1203 m hoher Berg in der antarktischen Ross Dependency. In den Cook Mountains ragt er am nördlichen Ende der Goorkha Craters auf.
Das Advisory Committee on Antarctic Names benannte ihn im Jahr 2000 in Anlehnung an die Benennung der Goorkha Craters durch den britischen Polarforscher Robert Falcon Scott bei der Discovery-Expedition (1901–1904).